# ریچارد ایر (بازیکن فوتبال)
ریچارد ایر (انگلیسی: Richard Eyre; ۱۵ سپتامبر ۱۹۷۶ – ) بازیکن فوتبال اهل بریتانیا بود.
از باشگاه‌هایی که در آن بازی کرده‌است می‌توان به باشگاه فوتبال مکلسفیلد تاون، باشگاه فوتبال هاید، باشگاه فوتبال کونگلتون تاون، باشگاه فوتبال پورت ویل، و باشگاه فوتبال لیک تاون اشاره کرد.